# Надёжность
Надёжность — свойство объекта сохранять во времени в установленных пределах значения всех параметров, характеризующих способность выполнять требуемые функции в заданных условиях применения, технического обслуживания, хранения и транспортирования.
Интуитивно надёжность объектов связывают с недопустимостью отказов в работе. Это есть понимание надёжности в «узком» смысле — свойство объекта сохранять работоспособное состояние в течение некоторого времени или некоторой наработки. Иначе говоря, надёжность объекта заключается в отсутствии непредвиденных недопустимых изменений его качества на стадии эксплуатации (при его использовании, обслуживании, хранении, транспортировании). Надёжность — комплексное свойство, которое в зависимости от назначения объекта и условий его эксплуатации может включать в себя свойства безотказности, долговечности, ремонтопригодности и сохраняемости, а также определённое сочетание этих свойств.
Для количественной оценки надёжности используют так называемые единичные показатели надёжности (характеризуют только одно свойство надёжности) и комплексные показатели надёжности (характеризуют несколько свойств надёжности в определённом интервале времени).

## Основные определения
- Безотказность — свойство объекта непрерывно сохранять работоспособное состояние в течение некоторого времени или наработки[2].
- Ремонтопригодность — свойство объекта, заключающееся в его приспособленности к восстановлению работоспособного состояния при отказе или повреждении объекта или его составных частей.
- Долговечность — свойство объекта непрерывно сохранять работоспособность от начала эксплуатации до наступления предельного состояния, то есть такого состояния, когда объект изымается из эксплуатации.
- Сохраняемость — свойство объекта сохранять работоспособность в течение всего периода хранения и транспортировки.
- Живучесть — свойство объекта сохранять работоспособность при отказе отдельных функциональных узлов.
- Отказ — событие, заключающееся в полной или частичной утрате работоспособности.
- Сбой — самоустраняющийся отказ или однократный отказ, устраняемый незначительным вмешательством оператора[3].
- Наработка на отказ — величина, (время или объём работы) принятая для измерения продолжительности работы аппаратуры[4].
- Ресурс — наработка от начала эксплуатации до наступления предельного состояния.
- Срок службы — календарная продолжительность от начала эксплуатации до наступления предельного состояния.
- Отказоустойчивость — свойство технической системы сохранять свою работоспособность после отказа одной или нескольких её составных частей.
- Отказобезопасность — свойство технической системы при отказе некоторых её составных частей переходить в режим работы, не представляющий опасности для людей, окружающей среды или имущества.

## Надёжность с точки зрения науки
Надёжность как наука развивается в трёх направлениях:
1. Математическая теория надёжности занимается разработкой методов оценки надёжности и изучением закономерностей отказов.
2. Статистическая теория надёжности занимается сбором, хранением и обработкой статистических данных об отказах.
3. Физическая теория надёжности изучает физико-химические процессы, происходящие в объекте при различных воздействиях.

## Теория надёжности

### Базовые принципы
Теория надёжности является основой инженерной практики в области надёжности технических изделий.
Часто безотказность определяют как вероятность того, что изделие будет выполнять свои функции на определённом периоде времени при заданных условиях. Математически это можно записать следующим образом:
{\displaystyle R(t)=\Pr\{T>t\}=\int _{t}^{\infty }f(x)\,dx},
где {\displaystyle f(x)} — функция плотности времени наработки до отказа, а {\displaystyle t} — продолжительность периода времени функционирования изделия, в предположении, что изделие начинает работать в момент времени {\displaystyle t=0}.
Теория надёжности предполагает следующие четыре основных допущения:
- Отказ рассматривается как случайное событие. Причины отказов, соотношения между отказами (за исключением того, что вероятность отказа есть функция времени) задаются функцией распределения. Инженерный подход к надёжности рассматривает вероятность безотказной работы как оценку на определённом статистическом доверительном уровне.
- Надёжность системы тесно связана с понятием «заданная функция системы». В основном, рассматривается режим работы без отказов. Однако, если в отдельных частях системы нет отказов, но система в целом не выполняет заданных функций, то это относится к техническим требованиям к системе, а не к показателям надёжности.
- Надёжность системы может рассматриваться на определённом отрезке времени. На практике это означает, что система имеет шанс (вероятность) функционировать это время без отказов. Характеристики (показатели) надёжности гарантируют, что компоненты и материалы будут соответствовать требованиям на заданном отрезке времени. Поэтому иногда надёжность в широком смысле слова означает свойство «гарантоспособности». В общем случае надёжность относится к понятию «наработка», которое в зависимости от назначения системы и условий её применения определяет продолжительность или объём работы. Наработка может быть как непрерывной величиной (продолжительность работы в часах, километраж пробега в милях или километрах и т. п.), так и целочисленной величиной (число рабочих циклов, запусков, выстрелов оружия и т. п.).
- Согласно определению, надёжность рассматривается относительно заданных режимов и условий применения. Это ограничение необходимо, так как невозможно создать систему, которая способна работать в любых условиях. Внешние условия функционирования системы должны быть известны на этапе проектирования. Например, Марсоход создавался совершенно для других условий эксплуатации, чем семейный автомобиль.

### Нормирование надёжности
Для любой системы одной из первых инженерных задач надёжности является адекватное нормирование показателей надёжности, например, в терминах требуемой готовности. Нормирование надёжности — это установление в проектной или иной документации количественных и качественных требований к надёжности. Требования по надёжности относятся как к самой системе и её составным частям, так и к планам испытаний, к точности и достоверности исходных данных, формулированию критериев отказов, повреждений и предельных состояний, к методам контроля надёжности на всех этапах жизненного цикла изделия. Например, требования по ремонтопригодности могут включать в себя показатели стоимости и времени восстановления. Оценивание эффективности процессов технического обслуживания и ремонта является частью процесса FRACAS (failure reporting, analysis and corrective action system — система отчётов об отказах, анализа и коррекции действий).

### Параметры системной надёжности
При анализе параметров системной надёжности учитывается структура системы, состав и взаимодействие входящих в неё элементов, возможность перестройки структуры и алгоритмов её функционирования при отказах отдельных элементов.
Наиболее часто в инженерной практике рассматривают последовательное, параллельное, смешанное (последовательно-параллельное и параллельно-последовательное) соединение элементов, а также схемы типа «K из N», мостиковые соединения.
По возможности восстановления и обслуживания системы подразделяются на восстанавливаемые и невосстанавливаемые, обслуживаемые и необслуживаемые. По режиму применения (функционирования) — на системы непрерывного, многократного (циклического) и однократного применения.
В основном, в качестве параметра надёжности используется среднее время до отказа (MTTF), которое может быть определено через интенсивность отказов или через число отказов на заданном отрезке времени. Интенсивность отказов математически определяется как условная плотность вероятности возникновения отказа изделия при условии, что до рассматриваемого момента времени отказ не произошёл. При увеличении интенсивности отказов среднее время до отказа уменьшается, надёжность изделия падает. Обычно среднее время до отказа измеряется в часах, но также может выражаться в таких единицах, как циклы и мили.
В других случаях надёжность может выражаться через вероятность выполнения задачи. Например, надёжность полётов гражданской авиации может быть безразмерной, или иметь размерность в процентах, как это делается в практике системной безопасности.
В отдельных случаях успешным результатом системы может являться единоразовое срабатывание. Это актуально для систем, которые рассчитаны на срабатывание всего 1 раз: например, подушки безопасности в автомобиле. В этом случае задаётся вероятность срабатывания или, как, например, для ракет, вероятность попадания в цель. Для таких систем мерой надёжности является вероятность срабатывания. Для восстанавливаемых систем может задаваться такой параметр, как среднее время восстановления (ремонта) и время проверки (тестирования). Часто параметры надёжности задаются в виде соответствующих статистических доверительных интервалов.

### Моделирование надёжности
Моделирование надёжности — это процесс прогнозирования или исследования надёжности системы и её составных частей до ввода в эксплуатацию. Наиболее часто для моделирования надёжности систем используются методы анализа деревьев отказов и структурных схем надёжности. Входные параметры модели надёжности системы могут быть получены из разных источников (справочников, отчётов об испытаниях и эксплуатации и т. п.). В любом случае, данные должны быть использованы с осторожностью, так как прогнозы верны только при получении данных при тех же условиях, при которых составные части будут применяться в составе системе.
Часть данных может быть получена по результатам двух видов исследований :
- анализа физики отказов, при котором исследуются механизмы возникновения отказов, например, механизм усталостного разрушения или деградации от химической коррозии;
- анализа результатов стресс-испытаний, эмпирического метода, при котором подсчитывается число компонентов системы, отказавших при разных уровнях внешнего воздействия.

Для систем, в которых точно можно определить время отказа (что не дано для систем с плавающими параметрами), может быть определена эмпирическая функция распределения времени отказа. Это делается чаще всего при проведении испытаний с повышенным уровнем стресса (ускоренные испытания). Эти испытания делятся на две основные категории:
- определение распределения отказов ранней стадии эксплуатации при наблюдении снижающейся интенсивности отказов, что является первой частью ваннообразной кривой интенсивности отказов. Здесь обычно используют умеренный уровень нагрузок. Они прикладываются на ограниченном отрезке времени, который называют временем цензурирования. Именно поэтому здесь определяется только часть функции распределения.
- безотказовые наблюдения (нулевые эксперименты), которые дают возможность получить лишь ограниченную информацию о распределении отказов. В этом случае испытания проводятся на коротком отрезке времени на малой по объёму выборке, что позволяет получить только верхнюю границу оценки интенсивности отказов. Во всяком случае, это удобно для заказчика.

Для исследования средней части распределения, которая чаще всего определяется свойствами материалов, необходимо применять повышенные нагрузки на достаточно малом отрезке времени. В таких видах ускоренных испытаний применяются несколько степеней нагрузки. Часто эмпирическое распределение этих отказов параметризируется распределением Вейбулла или логнормальным распределением.
Общей практикой моделирования «ранней» интенсивности отказов является использование экспоненциального распределения. Это менее сложная модель для распределения времени отказа, содержащая только один параметр — постоянную интенсивность отказов. В этом случае в качестве критерия согласия может быть использован критерий хи-квадрат для оценки постоянства интенсивности отказов. По сравнению с уменьшающейся интенсивностью отказов это довольно пессимистическая модель и требует проведения анализа чувствительности.

## Обеспечение надёжности при проектировании
Надёжность объекта техники обеспечивается при его проектировании и впоследствии поддерживается на стадии эксплуатации. При проектировании  назначаются требования к надёжности верхнего уровня, затем они разделяются на определённые подсистемы разработчиками, конструкторами и инженерами по надёжности, работающими вместе. Обеспечение надёжности осуществляется на основе модели надёжности объекта. При этом используют структурные схемы надёжности или деревья отказов, при помощи которых представляется взаимоотношение между различными составными частями объекта (системы).
Одной из наиболее важных технологий проектирования является введение избыточности или резервирование. Резервирование — это способ обеспечения надёжности изделия за счёт дополнительных средств и (или) возможностей, избыточных по отношению к минимально необходимым для выполнения требуемых функций (ГОСТ 27.002). Путём введения избыточности совместно с хорошо организованным мониторингом отказов, даже системы с низкой надёжностью по одному каналу могут в целом обладать высоким уровнем надёжности. Однако введение избыточности на высоком уровне в сложной системе (например, на уровне двигателя самолёта) очень сложно и дорого, что ограничивает такое резервирование. На более низком уровне системы резервирование реализуется быстро и просто, например, использование дополнительного соединения болтом.
Существует ряд методик анализа надёжности, специфических для отдельных отраслей промышленности, например:
- Анализ видов и последствий отказов (АВПО)
- Имитационное моделирование надёжности
- Анализ схем функциональной целостности (СФЦ)
- Анализ опасностей (Hazard analysis)
- Анализ структурных схем надёжности (RBD)
- Анализ деревьев неисправностей
- Ускоренные испытания
- Анализ роста надёжности
- Вейбулл-анализ (анализ эмпирических данных из испытаний и эксплуатации)
- Анализ смеси распределений
- Устранение критичных отказов
- Планирование технического обслуживания, обеспечивающего надёжность (RCM)
- Анализ диагностики отказов
- Анализ ошибок человека-оператора

Инженерные исследования проводятся для определения оптимального баланса между надёжностью и другими требованиями и ограничениями.
Существенную помощь при инженерном анализе надёжности могут оказать программные средства проектирования, обеспечивающие работу с моделями надёжности.

## Испытания на надёжность
Испытания на надёжность проводятся для того, чтобы на более ранних этапах жизненного цикла изделия обнаружить потенциальные проблемы, обеспечить уверенность, что система будет отвечать заданным требованиям.
Испытания на надёжность могут проводиться на разных уровнях. Сложные системы могут испытываться на уровне компонент, устройств, подсистем и всей системы в целом. Например, испытания компонент на воздействие внешних факторов может выявить проблемы перед тем, как они будут обнаружены на более высоком уровне интеграции. Проведение испытаний на каждом уровне интеграции до испытания всей системы с одновременным развитием программы испытаний позволяет снизить риск неудачи такой программы. Расчёт надёжности производится на каждом уровне испытаний. При этом часто используются такие методы, как анализ роста надёжности и системы отчёта и анализа отказов и корректирующих действий (FRACAS). Недостатками таких испытаний являются время и затраты. Заказчики могут пойти на некоторый риск и отказаться от испытаний на более низких уровнях.
Некоторые системы принципиально не могут подвергаться испытаниям, например, из-за чрезмерно большого числа различных тестов или жёстких ограничений по времени и затратам. В таких случаях могут быть использованы ускоренные испытания, методы планирования экспериментов и моделирование.
Отметим, что сегодня всё чаще и чаще применяются так называемые ускоренные испытания в динамически меняющейся среде для оценивания качества и надёжности высококачественной и высоконадёжной продукции, в том числе и структурно-сложных систем с учётом их старения, усталости, износа и деградации в ходе их эксплуатации. Для этого за последние двадцать лет в статистике ускоренных испытаний разработаны специальные модели ускорения жизни (см., например, Nelson (1990), Meeker and Escobar (1998), Singpurvalla (1995)), которые хорошо адаптированы для статистического анализа данных об отказах, наблюдаемых как при меняющихся во времени стрессах (нагрузках, ковариантах), так и при наличии деградационных процессов, которые также могут зависеть от этих стрессов.

## Надёжность и безопасность
Надёжность в инженерной практике отличается от безопасности по рассматриваемым в этой дисциплине видам опасностей. Надёжность в технике главным образом связана с определением стоимостных показателей и рассматривает виды опасностей, которые могут перерасти в аварии с частичной потерей доходов для пользователя техники или её создателя (по причине неготовности техники, высоких затрат на запасные части и ремонт, простоев из-за отказов и т. п.).
Безопасность связана с опасностями, которые могут привести к гибели людей и иным катастрофическим последствиям отказов. Требования по безопасности функционально связаны с требованиями по надёжности, но характеризуются более высокой ответственностью в связи с уровнем значимости отказов для общества и мерами контроля со стороны государства (например, судостроение и водный транспорт, атомная промышленность, авиация, космос, оборона, железнодорожный транспорт и др.).
Для безопасности в связи с отказами объектов техники используют понятия отказобезопасность или отказоустойчивость. Указанные свойства обеспечивают путём использования разных форм резервирования наиболее важных функций в сочетании с мерами повышения надёжности и охвата контролем составных частей объекта техники.

## Оценка надёжности техники на стадии эксплуатации
После того, как система изготовлена, осуществляется мониторинг её надёжности, оцениваются и корректируются недоработки и недостатки. Мониторинг включает в себя электронное и визуальное наблюдение за критическими параметрами, выявленными на стадии проектирования при разработке дерева неисправностей. Для обеспечения заданной надёжности системы данные постоянно анализируются, используя статистические методы, такие как Вейбулл-анализ и линейная регрессия. Данные о надёжности и оценки параметров являются ключевыми входами для модели системной логистики.
Одним из наиболее общих методов для оценивания надёжности техники при эксплуатации являются системы отчётов, анализа и коррекции действий (FRACAS). Систематический подход к оцениванию надёжности в определённом интервале времени, безопасности и логистики основан на отчётах об отказах и авариях, менеджменте, анализе корректирующих/предупреждающих действий.

## Организация работ по надёжности

### Участники работ
Системы любой сложности разрабатываются организациями, такими, как коммерческие компании или государственные учреждения. Организация работ по надёжности (инжиниринг надёжности) должна быть согласована со структурой компаний или учреждений. Для небольших компаний работы по надёжности могут быть неформальными. С ростом сложности задач возникает необходимость формализации функций по обеспечению надёжности. Так как надёжность важна для заказчика, заказчик должен видеть некоторые аспекты организации этих работ.
Существует несколько типов организации работ по надёжности. Менеджер проекта или главный инженер проекта может иметь в непосредственном подчинении одного или более инженеров по надёжности. В более крупных организациях обычно образуется отдельное структурное подразделение, которое занимается анализом надёжности, ремонтопригодности, качества, безопасности, человеческого фактора, логистикой. Так как работа по обеспечению надёжности особенно важна на этапе проектирования, часто инженеры по надёжности или соответствующие структуры интегрированы с проектными подразделениями. В отдельных случаях компания создаёт независимую структуру, которая занимается организацией работ по надёжности. Указанные работы носят системный характер и их обычно организуют в рамках программы обеспечения надёжности.

### Программа обеспечения надёжности
Программа обеспечения надёжности (ПОН) является документом, который определяет организационно-технические требования и мероприятия (задачи, методы, средства анализа и испытаний), направленные на обеспечение заданных требований к надёжности, а также уточняет требования заказчика по определению и контролю надёжности. Определение надёжности (reliability assessment) заключается в определении численных значений показателей надёжности изделия. Контроль надёжности (reliability verification) состоит в проверке соответствия изделия заданным требованиям по надёжности [ГОСТ 27.002-89]. Различают расчётный, расчётно-экспериментальный и экспериментальный методы определения и контроля надёжности.
В расчётном методе определения надёжности расчёт надёжности основан на использовании показателей надёжности по справочным данным о надёжности элементов, по данным о надёжности изделий-аналогов и другой информации, имеющейся к моменту оценки надёжности. Расчётно-экспериментальный метод определения надёжности (Analytical-experimental reliability assessment) основан на процедуре определения показателей надёжности элементов экспериментальным методом, а показателей надёжности системы в целом — с использованием математической модели. Экспериментальный метод определения надёжности (Experimental reliability assessment) основан на статистической обработке данных, получаемых при испытаниях или эксплуатации системы или её составных частей и элементов.
ПОН разрабатывается на ранних стадиях проектирования и реализуется на всех этапах жизненного цикла изделия. В техническом плане основным объектом ПОН является оценивание и достижение готовности и стоимости эксплуатации (затраты на запасные части, техническое обслуживание и ремонт, транспортные услуги и т. п.). Зачастую требуется нахождение компромисса между высокой готовностью и затратами, или, например, поиск максимального отношения «готовность/стоимость».
В ПОН рассматриваются порядок и условия проведения испытаний на надёжность, критерии их завершения и принятия решений по результатам испытаний.

### Обучение инженеров по надёжности
Некоторые высшие учебные заведения подготавливают инженеров по надёжности. Другой формой подготовки специалистов в области надёжности могут быть аккредитованные при высших учебных заведениях или колледжах учебные программы или курсы. Инженер по надёжности может иметь профессиональный диплом именно по надёжности, но для большинства работодателей это не требуется. Проводятся многочисленные профессиональные конференции, реализуются отраслевые программы подготовки кадров по вопросам надёжности. К международным организациям инженеров и учёных в области надёжности относятся IEEE Reliability Society, American Society for Quality (ASQ) и Society of Reliability Engineers (SRE).
Как одна из форм популяризации проблематики надёжности, в СССР был выпущен даже 20-ти минутный научно-популярный фильм «Поговорим о надёжности» (1965) режиссёра С. Ливит-Гуревича, научным консультантом фильма был Б. В. Гнеденко